# Local Colour: Travels in the Other Australia
Local Colour: Travels in the Other Australia er en bog der indeholder fotografier og tekst af Bill Bachman med yderligere tekst af Tim Winton.
Den blev udgivet i 1994 og genoptrykt i 2000 og 2002. Bogen blev udgivet i USA under navnet Australian Colors: Images of the Outback i 1998 og genoptrykt i 2000.
| Bog | Spire Denne artikel om bøger og tidsskrifter er en spire som bør udbygges. Du er velkommen til at hjælpe Wikipedia ved at udvide den. |